# 丸野勝喜
丸野 勝喜（まるの かつき、1872年4月15日（明治5年3月8日） - 没年不明）は、大日本帝国陸軍軍人。最終階級は陸軍少将。

## 経歴・人物
熊本県出身。1894年（明治27年）陸軍士官学校第5期卒業。
熊本陸軍地方幼年学校長、天津駐屯歩兵隊長などを経て、1917年（大正6年）8月に陸軍歩兵大佐・歩兵第47連隊長（第12師団、歩兵第35旅団）に任官。シベリア出兵に従軍し、ハバロフスクおよびブラゴベシチェンスクを占領した。
その後、1921年（大正10年）7月に陸軍少将に昇進と同時に待命、同年11月に予備役に編入した。

## 栄典
- 1894年（明治27年）10月26日 - 正八位[3]